# 无钱经济
无钱经济是20世纪60年代出现过的一个词汇，这个概念曾被批评为乌托邦思想。

## 要求
通讯科技和电脑对于创建适合发展无钱经济的环境来说尤为重要。较其所提供的信息的价值来说，复制与分享信息的成本极其低廉。因此哪怕获益者只付出极少地回报，系统的运行效率也非常高。
在后稀缺社会中，人们只用一小部分工作时间来购买生活必须品，如食品和衣物，因此能有更多时间和精力。
其与传统金钱经济的共存可能导致寄生人群销售无钱经济提供的物品和服务并以次牟利。通过引入类似于利他经济中的责任/义务体系可以识别只索取而不回报的人群，从而解决此问题。
金钱的短缺是追求无钱经济的显著推动力。人们互相帮助并赚取信用点数。政治和经济原因也能成为引入无钱经济的动机，因为政局动荡或恶性通货膨胀将导致金钱极度不可靠。 当然在这种情况中，信用点数可能成为另一种非正式货币，尽管不如正式货币一样便于交易。

## 结果
当一个经济体实现无钱化后，税务收入很可能下降。罚款和补贴等经济制裁手段的影响会更小。向无钱经济转型在增加个体自由的同时会削弱政府及央行权力。